# Relaciones Canadá-Francia
Las relaciones entre Canadá y Francia son las relaciones internacionales que existen entre Canadá y la República Francesa.
Las dos naciones mantienen relaciones muy amigables. Los canadienses de origen francés constituyen la mayoría de los francófonos nativos en Canadá, y estos representan un 22 % de la población total del país.
El 24 de julio de 1987, desde el balcón del ayuntamiento de Montreal, el discurso, y más precisamente la última frase Vive le Québec libre ! citadas en una visita del entonces presidente francés, el general de Gaulle 30 años antes, provocaron una grave crisis diplomática entre Canadá y Francia. Las relaciones bilaterales se normalizaron con la llegada de Pompidou al poder en Francia.
Ambos países son miembros del G7, del G12, del G20, de la Organización internacional de la Francofonía, de la OCDE, de la OTAN, de las Naciones Unidas y de la Organización mundial del comercio.

## Historia

### Colonización francesa e inglesa
El primer intento de colonizar Canadá fracasó en 1541. Terranova fue anexionada al Imperio británico por sir Humphrey Gilbert en 1583. La primera colonia permanente francesa fue la de Acadia (Nueva Escocia) fundada en 1604 por Samuel de Champlain, siendo seguida en 1608 por la Colonia de Quebec. En 1627 el cardenal Richelieu fundó una compañía por acciones: la Compañía de los Cien Asociados para ser el núcleo de la civilización francesa en el Nuevo Mundo. En 1628, sir William Alexander estableció una colonia escocesa en la actual Nueva Escocia. Los franceses fundaron nuevos asentamientos en Trois-Rivières en 1634 y Montreal en 1642. En 1663 bajo el reinado de Luis XIV de Francia la colonia de Nueva Francia pasó a estar bajo la autoridad directa del rey, Jean-Baptiste Colbert ministro de Finanzas impulsó una nueva administración para la provincia similar a la de Francia, el comercio de pieles en Nueva Francia fue otorgado como monopolio a la Compañía de las Indias Occidentales.

### Guerra de los Siete Años y ruptura de las relaciones franco-canadienses
Después de la batalla de las Llanuras de Abraham (también conocida como batalla de Quebec), Francia se vio obligada a ceder Canadá a Inglaterra a partir de 1763. Esta conquista de los ingleses marcó entonces una ruptura de las relaciones entre Francia y Canadá.
La colonia de Canadá, entonces poblada por una mayoría de colonos franceses, ve poco a poco la llegada de británicos, con una cultura diferente. Esto provocó un cambio importante para los canadienses y las relaciones franco-canadienses se debilitaron. Canadá, como colonia británica, no podía tener relaciones internacionales propias y por eso, no pudo mantener relaciones diplomáticos oficiales con Francia. Así, las únicas relaciones que pudieron ser mantenidas fueron cuando los canadienses franceses viajaban en Francia o cuando Franceses iban a Canadá.

### Intento de asimilar a los canadienses franceses
Los británicos, que habían obtenido Acadia con el tratado de Ultrech en 1713, habían deportado al 75 % de los Acadianos hacia otras colonias británicas en 1755.  
Después de la conquista de Canadá, los británicos ambicionaron asimilar a los canadienses franceses, como lo explicaba el informe Durham en 1844, imponiendo el unilinguismo (inglés) en las instituciones canadienses. Según Lord Durham, el pueblo canadiense francés era un pueblo inferior, sin historia ni literatura, que era directamente responsable de las rebeliones de 1837-1838.· Entonces había que asimilarlo. En 1844, la nueva legislatura se componía de 84 personas elegidas y 24 personalidades designadas por Reino Unido, pero en realidad, el gobernador general, nombrado por el Reino Unido, tenía todos los poderes, ya que era él quien nombraba los ministros al seno del consejo ejecutivo, sin importar el resultado de las elecciones.
En 1844, la nueva legislatura se componía de 84 personas elegidas y 24 personalidades designadas por Reino Unido. El gobernador general, nombrado por Reino Unido, nombraba los ministros al seno del consejo ejecutivo, sin importar el resultado de las elecciones. En 1848, los diputados canadienses franceses se organizaron y llegaron a imponerse a pesar de su poca presencia. En marzo de 1848, la Asamblea de Canadá retiró su confianza a los ministros nombrados por el gobernador de Canadá, que se vio obligado a confiar el poder a los reformistas liderados por Louis-Hippolyte La Fontaine, un canadiense francés. Por primera vez, la mayoría parlamentaria gobernaba la colonia inglesa. Una gran parte de los canadienses ingleses se indignaron por un proyecto de ley hecho por el gobierno: se trataba de ofrecer compensaciones a las víctimas de la represión de los levantamientos de 1837-1838  (guerra de los patriotas). En abril de 1848, indignados, 1500 Canadienses ingleses entran en el parlamento canadiense y lo quemaron, mientras que los diputados se reunían allí. La capital pasó de Montreal a Ottawa.
En 1851, después de décadas de inmigración británica, los canadienses franceses se volvieron minoritarios en el Canadá.

### La cuestión quebequesa: grave crisis diplomática entre Canadá y Francia
El 24 de julio de 1967, en un contexto de subida del independentismo quebequés, Charles de Gaulle, presidente francés, declaró desde el balcón del ayuntamiento de Montreal: "Viva Quebec libre !". Esto provocó una grave crisis franco-canadiense.

### Bilingüismo oficial y normalización de las relaciones
La dimisión de De Gaulle en 1969 y la elección de los liberales en 1970 en Quebec permitieron una normalización de las relaciones franco-canadienses. Los gobiernos franceses después de De Gaulle adoptaron la posición neutra del "ni-ni", "ni ingérance, ni indifférence" (ni injerencia, ni indiferencia). Los gobiernos franceses siguieron manteniendo lazos culturales pero fueron oficialmente neutros respecto a la cuestión quebequesa. Nicolas Sarkozy rompió esta tradición de neutralidad en 2009 cuando se opuso públicamente a la independencia de Quebec y apoyó la unidad de Canadá. El presidente francés siguiente, François Hollande, restableció la neutralidad de Francia sobre la cuestión quebequesa, asegurando que "Francia acompañará Quebéc en sus destinos".
El Canadá es un país oficialmente bilingüe sólo desde 1969, con la ley sobre las lenguas oficiales. Esto permitía para Pierre Elliott Trudeau reducir el apoyo a la independencia de Quebec por los canadienses franceses.

En 1970 se crea la Organización Internacional de la Francofonía (OIF), que reúne a los países y regiones francófonos. Canadá y Francia son miembros de la organización desde la creación. Los gobiernos de Quebec (desde 1971) y de Nuevo-Brunswick (desde 1977) tienen el estatuto de "gobiernos participantes" en el seno de la OIF. En julio de 2016, el primer ministro de Canadá Justin Trudeau envió una solicitud de membresía para el gobierno de Ontario, la provincia con más francófonos después de Quebec. El Gobierno de Ontario lo pedía desde hace 10 años pero el gobierno federal conservador de Stephen Harper se oponía. Ontario deseaba en primer lugar ser miembro observador.
En materia antiterrorista, Canadá y Estados Unidos fueron los únicos países americanos que clasificaron a la organización ETA como grupo terrorista.

## Relaciones actuales entre Francia y Quebec
Las relaciones entre Francia y Quebec son peculiares dado que Quebec es el único territorio de América en que los canadienses franceses siguen formando la mayoría de la población. Se suele decir que este territorio representa el "fait français en Amérique" ("el hecho francés en América") porque es el único territorio americano (fuera de Francia) cuya lengua mayoritaria y habitual de la población sigue siendo el francés. En Nuevo-Brunswick, aunque el francés es la lengua habitual de los acadianos, los canadienses francófonos representan sólo un tercio de la población provincial, cifra en constante disminución.
Francia y Quebec reconectaron oficialmente a partir de los años 1850, en un contexto donde los canadienses franceses empezaban a reconocerse como una nación. Además, después de un largo período de guerras europeas y coloniales entre Inglaterra o Reino Unido y Francia, los dos países decidieron unirse contra Rusia para proteger el Imperio otomano. Esto permitió la creación de un consulado en Quebec en 1859.
El 5 de octubre de 1961, la delegación general de Quebec en París fue inaugurada; esta «representa a Quebec en todo el territorio francés y monegasco». También fue inaugurada la Maison du Québec en Saint-Malo en 1984, para homenajear «la primera travesía de Jacques Cartier en 1534, principio de la gran aventura de Nueva Francia».
Quebec tiene el estatuto de "gobierno participante" en la Organización Internacional de la Francofonía.

## Misión diplomática

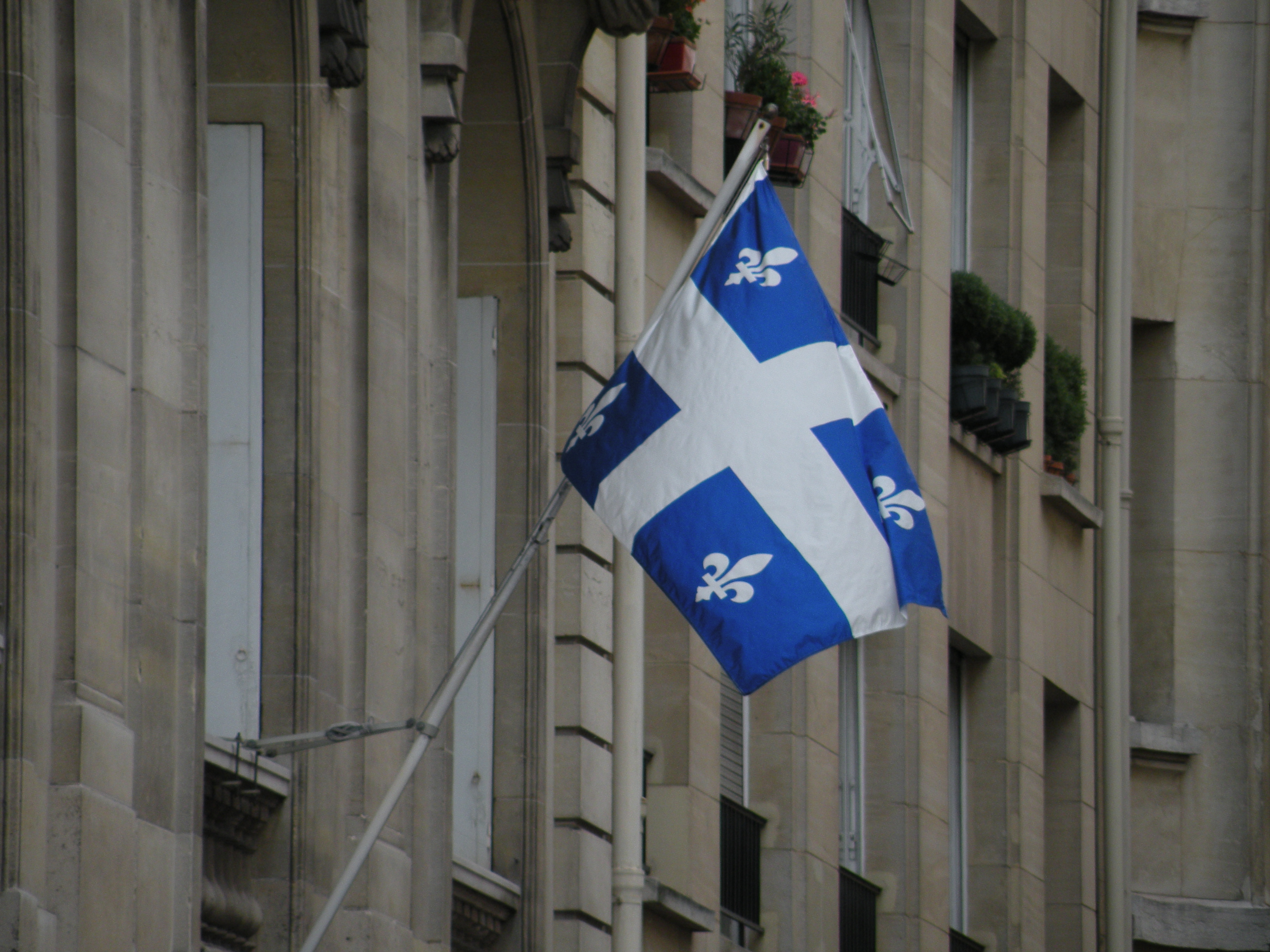
Delegación general de Quebec en París (Francia)

Canadá tiene una embajada en París. Quebec tiene igualmente una delegación : la delegación general del Quebéc en París.
Francia tiene una embajada en Ottawa y consulados generales en Moncton (en el Nuevo-Brunswick francófono, es decir Acadia), Montreal y Quebec (en la provincia de Quebec), y también en Toronto (Ontario) y Vancouver (Columbia Británica).

### En francés
- Éric Amyot, Le Québec entre Pétain et de Gaulle : Vichy, la France libre et les Canadiens français (1940-1945), Montréal, Fides, 1999.
- Denis Brun, Relations France-Canada au XIXe siècle, Paris, Les cahiers du centre culturel canadien, 1974.
- Philippe Prévost, La France et le Canada : d'une après-guerre à l'autre (1918 1944), Saint-Boniface (Manitoba), éd. du Blé, 1994.
- Philippe Prévost, La France et les nominations épiscopales au Canada de 1921 à 1940, Saint-Boniface/Paris, éd. du Blé/Librairie canadienne, 1995.
- Bastien, Frédéric. Relations particulières : la France face au Québec après de Gaulle. Montreal : Boréal, 1999. ISBN 2-89052-976-2.
- Galarneau, Claude. La France devant l'opinion canadienne, 1760–1815 (Quebec: Presses de l'Université Laval, 1970)
- Joyal, Serge, and Paul-André Linteau, eds. France-Canada-Québec. 400 ans de relations d'exception (2008)
- Pichette, Robert. Napoléon III, l'Acadie et le Canada français. Moncton NB : Éditions d'Acadie, 1998. ISBN 2-7600-0361-2.
- Savard, Pierre. Entre France rêvée et France vécue. Douze regards sur les relations franco-canadiennes aux XIXe et XXe siècles (2009)
- Thomson, Dale C. De Gaulle et le Québec. Saint Laurent QC: Éditions du Trécarré, 1990. ISBN 2-89249-315-3.

### En inglés
- Bosher, John Francis. The Gaullist attack on Canada 1967–1997. Montreal : McGill-Queen's University Press, 1999. ISBN 0-7735-1808-8.
- Haglund, David G. and Justin Massie. "L'Abandon de l'abandon: The Emergence of a Transatlantic 'Francosphere' in Québec and Canada's Strategic Culture," Quebec Studies (Spring/Summer2010), Issue 49, pp 59–85
- Marshall, Bill, ed. France and the Americas: Culture, Politics, and History (3 Vol 2005)
- Esta obra contiene una traducción  derivada de «Relations entre le Canada et la France» de Wikipedia en francés, concretamente de esta versión, publicada por sus editores bajo la Licencia de documentación libre de GNU y la Licencia Creative Commons Atribución-CompartirIgual 4.0 Internacional.